# Marguerite de Beaumont
Marguerite de Beaumont (Genève, 25 juni 1895 - aldaar, 20 september 1986) was een Zwitserse zuster in de protestantse communauteit van Grandchamp.

## Biografie
Marguerite de Beaumont was een dochter van Ernest de Beaumont. Ze volgde tekenles aan de kunstacademie van Dresden van 1913 tot 1914. Vervolgens liep ze van 1916 tot 1918 school aan de verpleegstersschool van Genève. In Genève leerde ze in 1925 de Japanse theoloog Toyohiko Kagawa kennen. In 1928 verbleef ze met Geneviève Micheli in Assisi. Later verbleef ze ook in Libanon (1957), Israël (1957 en 1962) en in Taizé (1963-1985).
- Gemeinsame Normdatei: 1061145476
- Historisch woordenboek van Zwitserland: 011034
- Istituto Centrale per il Catalogo Unico: PBEV022556
- Virtual International Authority File: 311601672